# Wojny i noce
Wojny i noce – trzeci studyjny album Darii Zawiałow, który ukazał się 11 czerwca 2021 roku.
Płytę promowały cztery single: „Kaonashi”, „Za krótki sen”, „Żółta taksówka” oraz „Wojny i noce”. W dzień przed premierą płyty odbył się odsłuch płyty na antenie radia RMF FM. Album zadebiutował na 2 miejscu listy OLiS i na 1 miejscu listy OLiS dla albumów winylowych.
Nagrania osiągnęły status dwukrotnie platynowej płyty sprzedając się w nakładzie ponad 60 tys. egzemplarzy.
Tego samego dnia co album CD ukazał się winyl „Wojny i noce”.

## Single
– Jest to dla mnie sentymentalna podróż do przeszłości. Jako trzynastoletnia Daria biegałam do antykwariatu w Koszalinie żeby kupić Kawaii. W tajemnicy przed mamą oglądałam w nocy filmy anime, zaczęło się od „Spirited Away w Krainie Bogów” (chociaż wiadomo, że wcześniej była „Sailor Moon”). Pomyślałam, że „Wojny i Noce” idealnie pasują na przywołanie tych wspomnień. Szata graficzna albumu jest zatem inspirowana mangą – za sprawą genialnej ilustratorki Agnieszki Szajewskiej, powstało mangowe oblicze Darii, to chyba taka moja lepsza wersja (śmiech).

„Kaonashi” – pierwszy singiel, który został wydany 15 stycznia 2021. Do utworu zrealizowano teledysk w reżyserii Daniela Jaroszka i porusza problem przemocy domowej. Utwór dotarł do 4 miejsca listy AirPlay i osiągnął status złotej płyty.
„Za krótki sen” – drugi singel z płyty nagrany w duecie z Dawidem Podsiadło. Wydany 8 kwietnia 2021. Do piosenki powstał także klip w reżyserii Tadeusza Śliwy. Utwór stał się dużym przebojem i dotarł pięciokrotnie do 1 miejsca POPlisty RMF FM i zadebiutował na 1 miejscu Szczecińskiej Listy Przebojów. Utwór dotarł również do 7 miejsca listy AirPlay i osiągnął status złotej płyty.
„Żółta taksówka” – singel promo, który został wydany 14 maja 2021. Piosenka była emitowana tylko w niekomercyjnych stacjach radiowych. Do utworu nie zrealizowano teledysku.
„Wojny i noce” – trzeci singel z płyty, który został wydany 10 czerwca 2021, na dzień przed premierą płyty. Do utworu zrealizowano teledysk w wersji anime, którego reżyserem jest Tomek Miazga. Swoją premierę miał także tego samego dnia na antenie radia RMF FM.
„Metropolis” – czwarty singel z płyty, który został wydany 17 listopada 2021. Swoją premierę miał na antenie radia RMF FM, gdzie przyznała, że do utworu nie ma w planach realizowania teledysku.

## Lista utworów
| CD  | CD                                           | CD      |
| Nr  | Tytuł utworu                                 | Długość |
| --- | -------------------------------------------- | ------- |
| 1.  | „Oczy – Polaroidy”                           | 4:28    |
| 2.  | „Wojny i noce”                               | 3:33    |
| 3.  | „Kaonashi”                                   | 3:54    |
| 4.  | „Za krótki sen” (gościnnie: Dawid Podsiadło) | 4:02    |
| 5.  | „Metropolis”                                 | 4:59    |
| 6.  | „Reflektory – Sny”                           | 4:28    |
| 7.  | „Hollow”                                     | 3:55    |
| 8.  | „Principolo”                                 | 4:15    |
| 9.  | „Fuzuki”                                     | 3:46    |
| 10. | „Żółta taksówka”                             | 4:18    |
| 11. | „Serce”                                      | 3:50    |
| 12. | „Flower night”                               | 3:28    |
| 13. | „Socjopathetic”                              | 4:12    |
|     |                                              | 53:08   |

## Certyfikat
| Kraj          | Certyfikat      | Sprzedaż |
| ------------- | --------------- | -------- |
| Polska (ZPAV) | platynowa płyta | 60 000+  |

## Pozycja na liście sprzedaży
| Kraj   | Lista (2021)              | Najwyższa pozycja |
| ------ | ------------------------- | ----------------- |
| Polska | Oficjalna Lista Sprzedaży | 2                 |